# Sarcophage d'Alethius

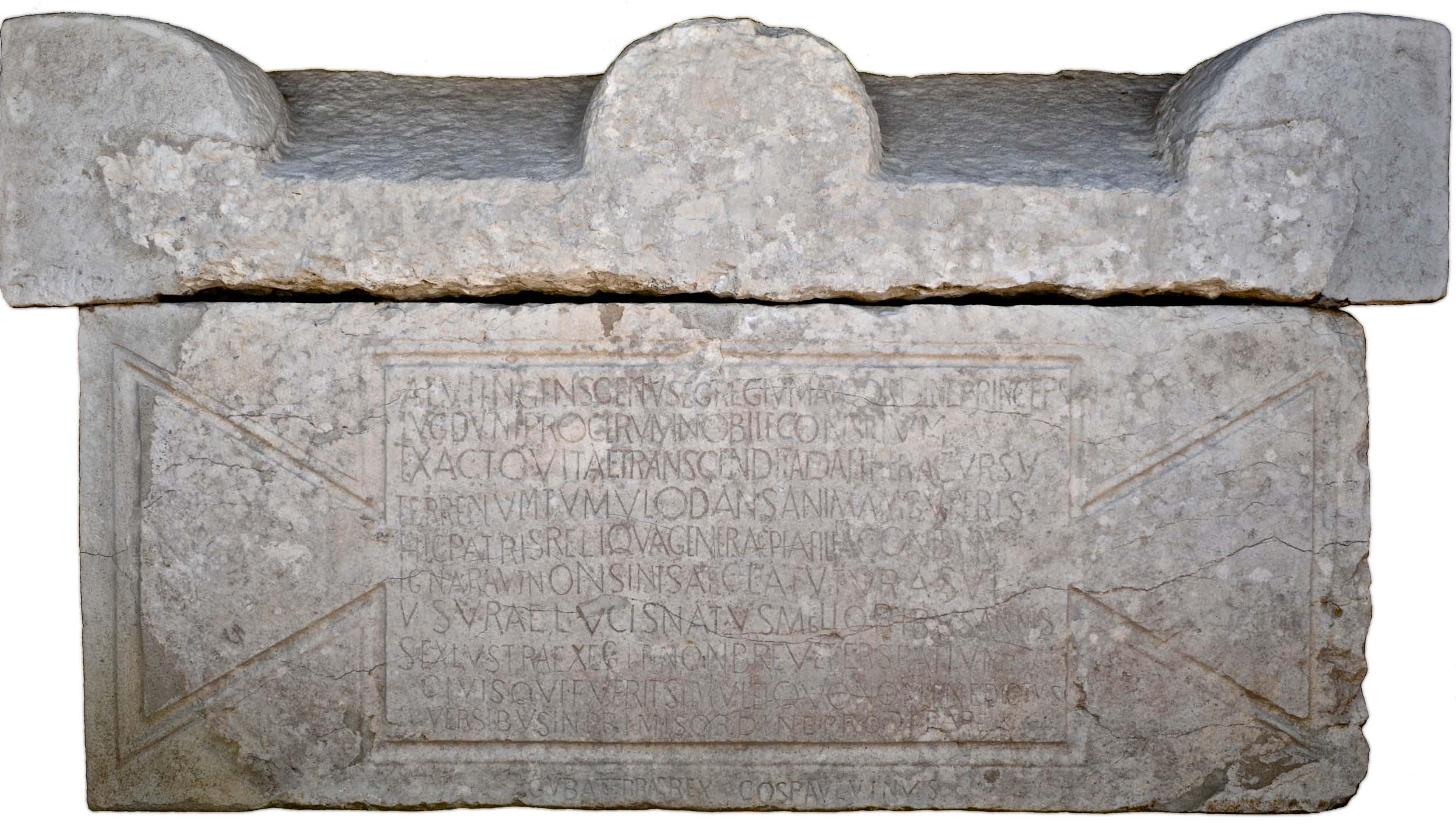
Sarcophage d’Alethius, face avant

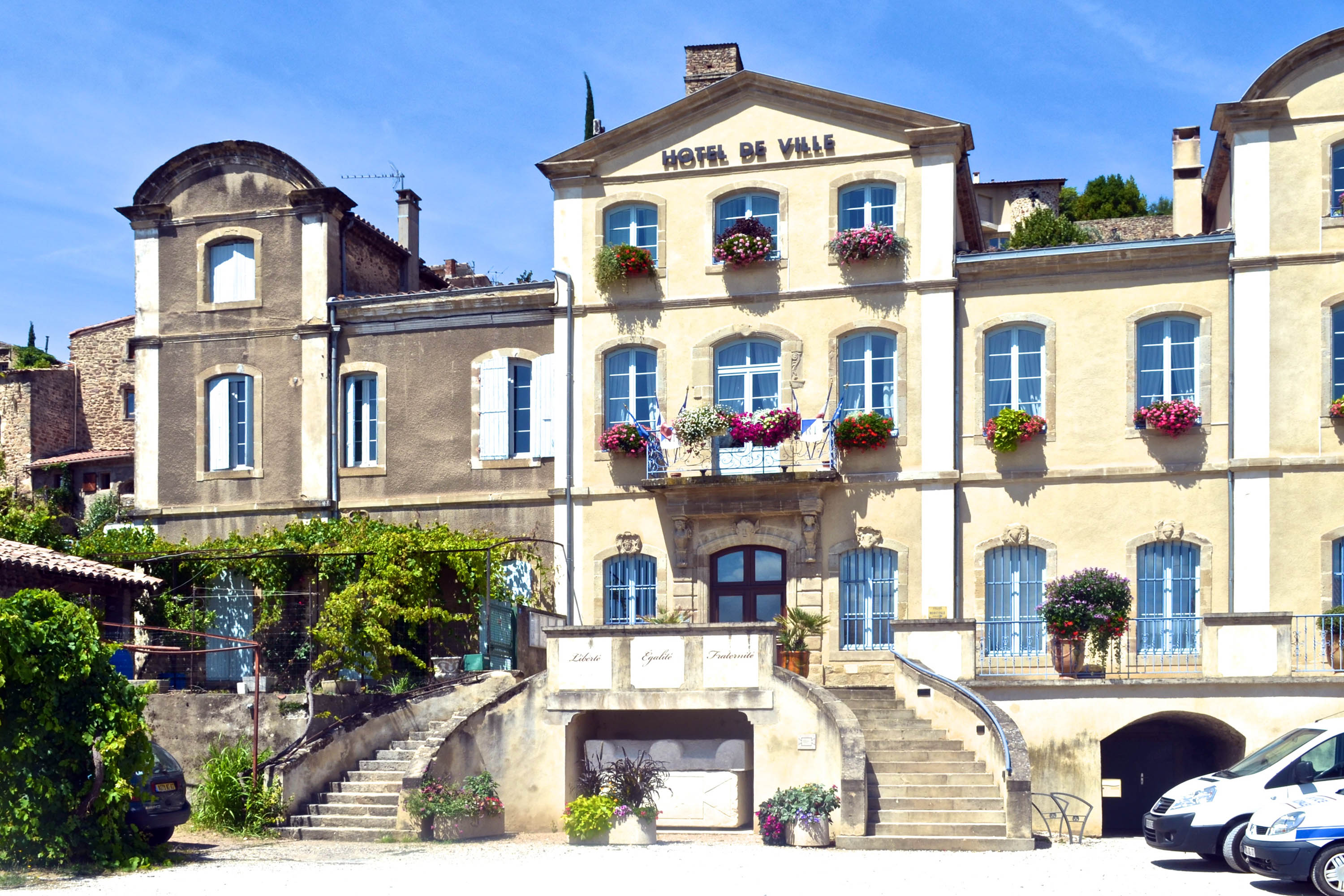
Hôtel de ville de Charmes-sur-Rhône. Le sarcophage d’Alethius est visible sous le perron.

Le sarcophage d’Alethius est un monument gallo-romain du Ve ou VIe siècle à Charmes-sur-Rhône (Ardèche).

## Histoire
On ne connaît du personnage d’Alethius que ce qu’en dit son épitaphe gravée sur la face avant du sarcophage. C’était un notable de Lugdunum (Lyon antique), dont les fonctions demeurent imprécises : conseiller, sénateur. Il meurt à quatre-vingt-dix ans (« six fois trois lustres ») et est inhumé par sa fille et son gendre sur la hauteur qui domine Charmes-sur-Rhône, une barre calcaire se terminant par un à-pic, au bord du plateau des Ménafauries. Des fouilles ont révélé une occupation romaine dans ce secteur. Il est vraisemblable qu’habitant Lyon, il possédait une résidence de campagne sur place.
Signalé au XVIIe siècle, le sarcophage est descendu dans le parc d’une propriété du quartier Montplaisir par son propriétaire, Paul Fisch, qui rédige un ouvrage à son sujet, réservé à un cercle d’amis (1963 ; réédité par l'association de sauvegarde du patrimoine de Charmes, Les Compagnons de Charmes, 2000). Son fils, Roland Fisch, fait don  du sarcophage à la commune.
Le sarcophage est installé depuis 1999 dans la niche formée par l’escalier à double révolution de l’hôtel de ville de Charmes.

## Description
Il s’agit d’un sarcophage en calcaire blanc, de forme rectangulaire, avec un couvercle à deux pentes et acrotères aux angles et au milieu, dépourvu d’ornements.
La face avant de la cuve porte un cartouche délimité par deux lignes incisées, accoté de deux queues d’aronde. Dans le cartouche on peut lire une épitaphe qui présente la particularité de former un acrostiche.  Le nom n’est pas inscrit ailleurs et les deux dernières lignes donnent la clé de l’énigme : il faut lire chaque initiale de chaque ligne verticalement. Le résultat est :  ALETHIUS et l’abréviation CV (clarissimus vir, homme très illustre). La pratique de l’acrostiche et des longues épitaphes n’est pas rare à cette époque. Depuis 350 on assiste à une sorte de renaissance de la littérature, on étudie les lettres classiques et les auteurs comme Cicéron, Virgile, Térence.
Texte de l’inscription (CIL XII, 2660)) : 
AEVI INGENS, GENVS EGREGIVM ATQ(VE) ORDINE PRINCEPS,
LVGVNI PROCERVM NOBILE CONSILIVM,
EXACTO VITAE TRANSCENDIT AD AETHERA CVRSV,
TERRENVM TVMULO DANS, ANIMAM SVPERIS.
HIC PATRIS RELIQUA GENER AC PIA FILIA CVNDVNT,
IGNARA VT NON SINT SAECLA FVTVRA SVI.
VSVRAE LVCIS NATVS MELIORIBVS ANNIS.
SEX LVSTRA EXEGIT NON BREVE TER SPATIVM.
CIVIS QUI FVERIT SIMVL ET QUO NOMINE DICTVS,
VERSIBVS IN PRIMIS, ORDINE, PRODIT APEX.
[CVBA TERRAE REX COS PAVLVINVS] ?
« D’un âge considérable, d’une famille insigne, et le premier dans son ordre / noble conseiller des grands de Lyon / ayant achevé la course de sa vie, il  s’est élevé vers l’éther / donnant au tombeau sa dépouille terrestre, aux cieux, son âme. / En ce lieu, son gendre et sa pieuse fille ensevelissent les restes de leur père / afin que les siècles à venir ne soient pas ignorants de lui. / Né pour jouir de la lumière en des temps meilleurs / il a vécu le long espace de trois fois six lustres. / Quel citoyen il fut, et en même temps quel fut son nom /l’initiale, au début de chaque vers, en suivant leur ordre, le révèle… »
La dernière ligne, sous le cartouche, permet d’estimer la date du décès sous le consulat d’un Paulinus. Il peut correspondre à Flavius Paulinus, consul de 498, sous le règne de Théodoric le Grand.